# Paulista Futebol Clube
El Paulista Futebol Clube es un club de fútbol de la ciudad de Jundiaí, en el Estado de São Paulo, en Brasil. Fundado el 17 de mayo de 1909, actualmente disputa el Campeonato Paulista Segunda Divisão, cuarta división en el estado. Su título más importante fue la Copa de Brasil conquistada en el año 2005, derrotando en la final a Fluminense por un global de 2-0.

## Uniforme
- Uniforme titular: Camiseta blanca con rayas negras y rojas, pantalón y medias negras.
- Uniforme alternativo: Camiseta, pantalón y medias blancas.

## Estadio
El estadio Doutor Jayme Cintra fue inaugurado el 30 de mayo de 1957, con un juego amistoso entre Paulista y Palmeiras, en el cual Palmeiras venció por 3-1. Posee capacidad para 15.000 espectadores.

## Datos del club
- Participaciones en la Copa Libertadores: 1 (2006)

Mejor posición: Fase de Grupos (2006)

## Participaciones internacionales
| Competencia                      | Edición |
| -------------------------------- | ------- |
| Copa Libertadores de América (1) | 2006.   |

### Por competición
| Torneo                       | TJ | PJ | PG | PE | PP | GF | GC | DG | Puntos |
| ---------------------------- | -- | -- | -- | -- | -- | -- | -- | -- | ------ |
| Copa Libertadores de América | 1  | 6  | 1  | 3  | 2  | 4  | 7  | -3 | 6      |
| Total                        | 1  | 6  | 1  | 3  | 2  | 4  | 7  | -3 | 6      |

## Entrenadores
- Edson Fyo (?–febrero de 2020)[5]
- Oliveira (febrero de 2020–?)[5]
- Fausto Dias (febrero de 2024–presente)[3]

## Palmarés

### Torneos Nacionales (1)
- Copa de Brasil (1): 2005
- Serie C (1): 2001

### Torneos Estaduales (3)
- Copa Paulista (3): 1999, 2010, 2011
- Campeonato Paulista Serie A2 (4): 1919, 1921,  1968, 2001